# Modest Musorgskij
Modest Petrovitj Musorgskij (russisk: Моде́ст Петро́вич Му́соргский, tr. Modést Petróvitj Músorgskij; født 21. marts 1839 i Karevo, Pskov guvernement, død 28. marts 1881 i Sankt Petersborg) var en russisk komponist og pianist. 
Modest Musorgskijs musikalske uddannelse var mangelfuld, og hans problemer med alkohol medvirkede til, at en del projekter aldrig blev færdige; men hans originalitet har givet ham en fremtrædende plads blandt russiske komponister.
Hans hovedværk er nok operaen Boris Godunov; men måske nåede Musorgskij sit højeste i sine sange og i klaverværket Udstillingsbilleder. Det var inspireret af en mindeudstilling for maleren Victor Hartmann, Musorgskijs ven. Samtiden interesserede sig ikke for klaverværket. Først Maurice Ravels orkesterudgave skabte opmærksomhed for værket; samtidigt (1922) skrev Leon Funtek (en ungarer bosat i Finland) en version som er forbavsende lig Ravels men uden saxofon. Der findes nu 25 versioner med forskellig instrumental besætning. Omtrent halvdelen er for symfoniorkester, og resten er for orgel, guitar, for 44 klaverer osv.; der er også en jazz-udgave og en for kinesiske instrumenter. Det eksperimenterende engelske band Emerson, Lake & Palmer gjorde i 1970'erne "Pictures at an Exhibition" kendt blandt unge i sin særlige elektriske version.
Modest Mussorgski blev soldat som 17-årig, uheldigvis i et regiment der var berygtet for drikkeri og slagsmål. 
Da var han 18, var han blevet alkoholiker, og resten af livet var han plaget af anfald af drikfældighed.
Rusland anvendte på Musorgskijs tid den julianske kalender. Han fejrede selv sin fødselsdag den 16. marts (juliansk tid og samme dato som hans dødsdag). Hans fødselsdag bliver mange steder omregnet til den 9. marts efter den gregorianske kalender. 

## Liv
Musorgskij blev født i en rig, adelig landejerfamilie, som mente at kunne føre sin anehistorie tilbage til 800-talskongen Rurik, grundlæggeren af det russiske rige. Da Musorgskij var seks år, fik han klaverundervisning af moderen, som var pianist. Han viste gode evner og kunne allerede tre år efter afholde en koncert for venner og familie med klaverkoncert af John Field og stykker af Franz Liszt. Da han var ti år gammel, blev han sammen med broderen sendt til St. Petersborg for at gå på eliteskolen St. Peters skole. Mens han gik på denne skole, fik han fortsat pianoundervisning og kunne allerede som tolvårig offentliggøre sit første pianostykke.
I 1852 blev han optaget på kadetskolen i St. Petersborg og skulle således videreføre familiens militære traditioner. Der var hårde krav på denne skole, og allerede nu begyndte Musorgskij at udvikle noget, som senere skulle blive et stort alkoholproblem. Han fortsatte at tage pianotimer, og en interesse for historie og tyske filosofer blev vækket. Han blev eksamineret i 1856, og blev optaget ved det mest prestigefyldte regiment i den kejserlige hær. På denne tid var Musorgskij en elegant, høflig og dannet officer med udpræget kvindetække, som ikke gik af vejen for at brillere ved pianoet.
Aleksandr Borodin tjenestegjorde i det samme regiment som Musorgskij, og de fik umiddelbar kontakt. Musorgskij blev endvidere kendt med Aleksandr Dargomysjskij, som sammen med Mikhail Glinka var en af de betydeligste komponister i Rusland, som arbejdede for en musik baseret på folkelige russiske musiktraditioner. Dargomysjskij blev imponeret over Musorgskijs talent og gjorde det muligt for ham at nå ud til et større publikum. Dargomysjskij præsenterede også Musorgskij for en række russiske komponister, som Vladimir Stasov, Tsesar Kjui og Milij Balakirev. Specielt Balakirev fik stor indflydelse på Musorgskij. Efter at have fået nogen måneders undervisning af Balakirev, trådte Musorgskij i 1858 ud af officerstanden, og koncentrerede sig om musikken.

## Virke
I 1859 fik den 20 år gamle Musorgskij værdifuld teatererfaring ved at deltage i arbejdet med opsætningen af Glinkas opera Et liv for en zar. Her blev han kendt med Anatolij Ljadov, som han også besøgte i Moskva efter at have udtrykt en kærlighed til "alt russisk". Imidlertid var musikken, som han skrev på denne tid, stærkt præget af udenlandske forbilleder.
Da livegenskabet blev ophævet i Rusland i 1861, mistede familien grundlaget for sin velstand, hvilket satte Musorgskij under et større pres. Han frigjorde sig fra Balakirev og koncentrerede sig om selvstudier. I 1863 begyndte han på den ufuldførte opera Salammbô, baseret på en roman fra 1862 af Gustave Flaubert, men opgav dette projekt i 1866. Han var nu bosat i St. Petersborg, hvor han livnærede sig som offentlig tjenestemand. Han boede i et kollektiv, hvor også den politiske diskussion var central. Han blev kendt med skrifter af den revolutionære Nikolaj Tsjernysjevskij. Musorgskij blev mere og mere tiltrukket af idealet om "artistisk realisme" og fik et større fokus på de svagere grupper i samfundet.
I 1865 døde moderen, og Musorgskij fik det første alvorlige sammenbrud som følge af sit alkoholmisbrug. Samtidig skrev han sine første "realistiske" sange. I 1867 fuldførte han tonedigtet En nat på Bloksberg.
Dette blev indledningen til Musorgskijs bedste og mest produktive år. I 1868 skrev han elleve scener på en opera baseret på Nikolaj Gogol komedie Sjenitba ("Giftemålet"). Ambitionen var at bringe den folkelige dagligtale ind i musikken, men han måtte opgive dette projekt. I stedet blev han opmuntret til at skrive en opera baseret på Boris Godunov. Han fuldførte værket året efter, mens han arbejdede som tjenestemand i Skovdepartementet. Versionen blev afvist i 1871, angiveligt fordi den manglede en tydelig primadonna-rolle, og Musorgskij gik i gang med at revidere operaen.
En periode boede Musorgskij sammen med Nikolaj Rimskij-Korsakov, og samværet med ham kan have givet god inspiration, i hvert fald gik den nye version langt ud over de efterspurgte ændringer. Den nye version blev anerkendt, og tre uddrag opført i Mariinskij-teateret i 1873. Februar året efter blev operaen opført i sin helhed og blev en stor publikumssucces. 
Musorgskij var nu på højdepunktet af karrieren, men mistede snart flere af vennerne, som han havde støttet sig til: Gruppen "De Fem" gik i opløsning, da medlemmerne valgte ulige kunstneriske veje, vennen Arsenij Goleniskjev-Kutusov, som skrev digtene til sangcyklusserne Bes Solntsa ("Uden sol") og Pesni i pljaski smerti ("Dødens sange og danse"), giftede sig, og hans gode ven, maleren og arkitekten Viktor Hartmann, døde i 1873. 
På denne tid blev ekstrem opførsel anset som en protest og opposition mod det etablerede, blandt andet var et højt alkoholforbrug idealiseret som et folkelig russisk særtræk. Musorgskijs alkoholisme blev værre, men han formåede at holde det kreative arbejde oppe nogen år til. Som et minde om Hartmann skrev han klavercyklussen Kartínki s výstavki – Vospominánije o Víktore Gártmane ("Udstillingsbilleder – til minde om Viktor Hartmann"). 
Musorgskij begyndte på den komiske opera Sorotsjinskaja jarmarka ("Markedet i Sorotsjinets"), baseret på Gogols novelle med samme navn. Men til trods for, at Musorgskij nu var kendt og efterspurt komponist, gik det hurtig nedad med ham. Han var fortsat afhængig af indtægterne fra stillingen som offentlig tjenestemand, og til trods for stort fravær holdt hans musikelskende chefer en beskyttende hånd over ham. Han fik til og med lov til at drage på en tre måneders turné som akkompagnatør i 1879.
Men i 1880 måtte han slutte i offentlig tjeneste. En gruppe sørgede for, at han fik et stipendium for at fuldføre Khovanstsjina, og en anden gruppe skaffede finansiering til veje til fuldførelse af Markedet i Sorotsjinets. Imidlertid magtede Musorgskij ikke at fuldføre disse værker. Rimskij-Korsakov fuldførte Khovanstsjina og fik det opført i 1886 i St. Petersburg. Senere blev værket bearbejdet af Dmitrij Sjostakovitj.
I begyndelsen af 1881 fik Musorgskij fire ildebefindender efter hinanden og blev indlagt på sygehus. Få dage før han døde malede Ilja Repin et kendt portræt af ham. Virkningerne af et langvarigt alkoholmisbrug fremgår tydeligt af billedet.

## Arv
Værket Udstillingsbilleder blev senere orkestreret af flere, Maurice Ravels version fra 1922 er antagelig den mest kendte. I 1971 gjorde den britiske progrockgruppen Emerson, Lake & Palmer musikstykket kendt for et nyt publikum med albummet Pictures at an Exhibition.